# Dothiorina tulasnei
Dothiorina tulasnei är en svampart som först beskrevs av Pier Andrea Saccardo, och fick sitt nu gällande namn av Franz Xaver von Höhnel 1911. Dothiorina tulasnei ingår i släktet Dothiorina, ordningen disksvampar, klassen Leotiomycetes, divisionen sporsäcksvampar och riket svampar.   Inga underarter finns listade i Catalogue of Life.